# Yann Schrub
Yann Schrub (Thionville, 20 de marzo de 1996) es un deportista francés que compite en atletismo, especialista en las carreras de fondo y de campo a través.
Ganó dos medallas en el Campeonato Europeo de Atletismo, en los años 2022 y 2024, y dos medallas de oro en el Campeonato Europeo de Atletismo en Ruta de 2025. Además, obtuvo una medalla de oro en el Campeonato Europeo de Campo a Través de 2023, en la carrera individual.

## Palmarés internacional
| Campeonato Europeo         | Campeonato Europeo         | Campeonato Europeo | Campeonato Europeo |
| Año                        | Lugar                      | Medalla            | Prueba             |
| -------------------------- | -------------------------- | ------------------ | ------------------ |
| 2022                       | Múnich (Alemania)          | Medalla de bronce  | 10 000 m           |
| 2024                       | Roma (Italia)              | Medalla de plata   | 10 000 m           |
| Campeonato Europeo en Ruta |                            |                    |                    |
| Año                        | Lugar                      | Medalla            | Prueba             |
| 2025                       | Bruselas/Lovaina (Bélgica) | Medalla de oro     | 10 km              |
| 2025                       | Bruselas/Lovaina (Bélgica) | Medalla de oro     | 10 km por equipo   |

| Campeonato Europeo | Campeonato Europeo | Campeonato Europeo | Campeonato Europeo |
| Año                | Lugar              | Medalla            | Prueba             |
| ------------------ | ------------------ | ------------------ | ------------------ |
| 2023               | Bruselas (Bélgica) | Medalla de oro     | Individual         |